# Château de Dussen
Le château de Dussen (en néerlandais Kasteel Dussen) est un château situé à Dussen, dans le Brabant-Septentrional aux Pays-Bas.

## Histoire
En 1387, Arent van Dussen, bailli de Hollande-Méridionale et petit-fils du comte de Hollande Albert Ier de Hainaut, fut autorisé à se faire bâtir un château. Le fort est entouré de tous côtés par de larges douves. Sur le panneau de pierre qui surmonte la porte principale se trouvent les armoiries des familles Van der Dussen, Suringar, Van Brecht, D'Ursel, Van Gendt, De Croix, Van Axele, Groesbeek et Van der Schueren.
En 1421, le château  est très endommagé par l'inondation de la Sainte-Élisabeth. La reconstruction est entamée un demi-siècle plus tard.
Au début du XXe siècle, le château devient un temps un monastère lorsque les carmélites françaises du carmel de Moulins viennent s'y réfugier de 1901 à 1920, après avoir été expulsées par les lois anticatholiques de la IIIe République. 
La municipalité de Dussen entreprend en 1931 la restauration du château afin d'en faire l'hôtel de ville. La restauration est terminée en 1953. Dès l'année suivante, le château est effectivement l'hôtel de ville de Dussen, et le restera jusqu'en 1997. Dans les années 1970-1980, un petit labyrinthe de troènes a été mis en place dans le parc à l'entrée du château.
Aujourd'hui, le château de Dussen est l'objet de visite. Il peut être loué pour des mariages ou d'autres événements. Il est propriété du NV Monumenten Fonds Brabant.

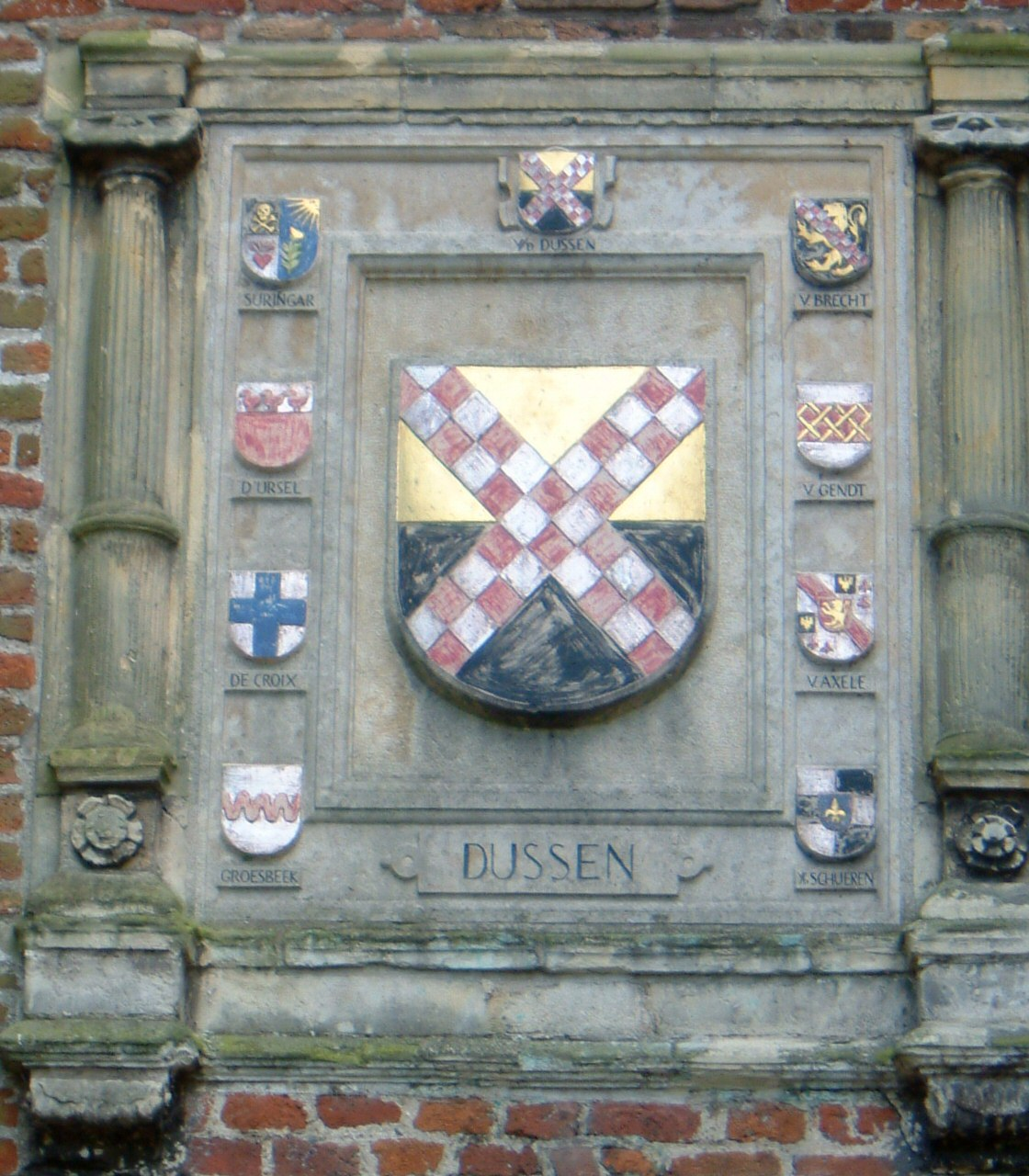
Les armoiries du château.

## Armoiries
- Blason de Dussel :

| Figure | Blasonnement |
|        | Coupé d'or et de sable, chargée d'une croix de Saint-André échiquetée de gueules et d'argent, brochée sur le tout. |

- Van Brect :

| Figure | Blasonnement |
|        | De sable au lion d'or, lampassé et armé de gueules, et d'une barre oblique en deux rangées d'argent et de gueules sur le tout. |

- D'Ursel :

| Figure | Blasonnement                                                      |
|        | De gueules, au chef d'argent, chargé de trois merlettes du champ. |

- Van Gendt :

| Figure | Blasonnement                                              |
|        | D'argent à la barre transversale de gueules, barrée d'or. |

- Groesbeek :

| Figure | Blasonnement                                         |
|        | D'argent à la barre transversale greffée de gueules. |